# Waveney
Waveney is een plaats in het graafschap Suffolk, district East Suffolk en telt 112.342 inwoners. De oppervlakte bedraagt 370 km².
Van de bevolking is 21,6% ouder dan 65 jaar. De werkloosheid bedraagt 3,9% van de beroepsbevolking (cijfers volkstelling 2001).

## Plaatsen in Waveney
- Beccles
- Bungay
- Lowestoft
- Southwold